# Norton F1
La Norton F1, chiamato anche
Norton P55, è una motocicletta realizzata dalla casa motociclistica inglese Norton dal 1990 al 1991.

## Descrizione

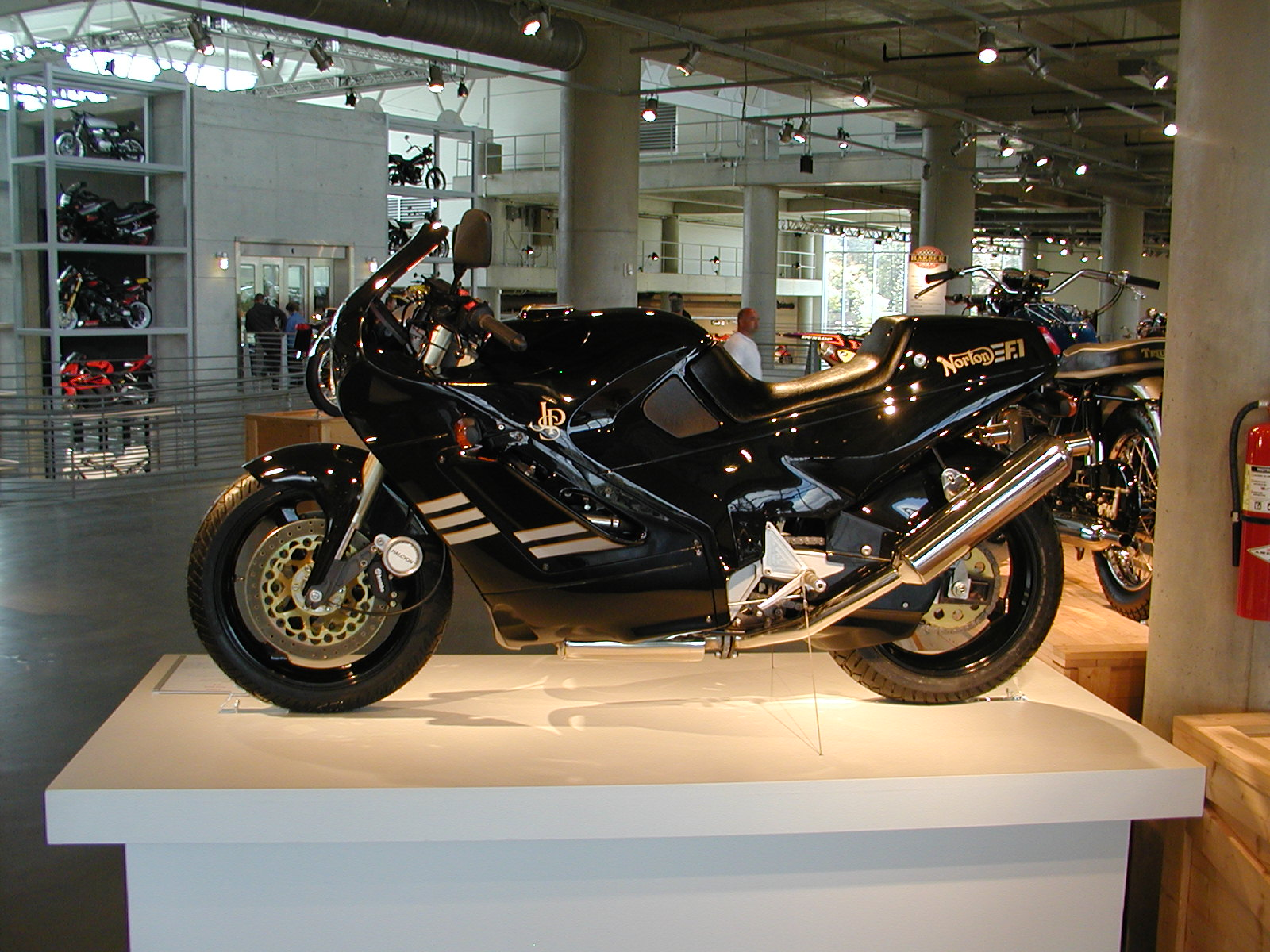
Norton F1

La F1 è una sportiva stradale basata sulla moto da competizione RCW588. La F1 era disponibile in un'unica livrea nera con decalcomanie dorate e strisce grigie, che riprendeva i colori della sponsorizzazione John Player della scuderia Norton. 
La moto si caratterizzava per l'utilizzo di un motore Wankel a doppio rotore dalla cilindrata di 588 cm³ con raffreddamento a liquido alimentato da carburatori Mikuni, condiviso con la Norton Commander 600. 
La trasmissione era composta da cambio manuale a 5 rapporti, con catena primaria duplex e trasmissione finale a corona.
Nel 1990 ha vinto il premio Awards Best Overall Design and Product Design alla Design Week Award Best of Show.